# Amager Strandpark
Amager Strandpark (zelfde betekenis in zowel Deens als Nederlands) is een stadspark met strand aan de Deense kust bij Kopenhagen, Denemarken.
Het bevindt zich op het eiland Amager en bestaat uit onder andere een kunstmatig eiland en biedt een strand van zo'n 4,5 kilometer lang. Zowel het strand als de nabije jachthavens hebben het Blauwe Vlag-milieumerk.

## Beschrijving
Het park werd aangelegd in 1934, maar pas in 2005 werd er een kunstmatig eiland toegevoegd, dat is gescheiden van het originele strand door middel van een lagune waarover drie bruggen spannen. Het strand heeft twee delen: het noordelijke deel heeft een natuurlijke uitstraling met zandstranden en lage duinen, en het zuidelijke gedeelte biedt een promenade en voorzieningen voor balspelen en picknicks.

## Activiteiten
Het is op het strand toegestaan om kampvuren te hebben.
Op het strand en in het water worden diverse sporten beoefend, waaronder kajakken, windsurfen en natuurlijk de diverse balspelen.
Er bevindt zich ook een klein skatepark.

## Bereikbaarheid
Het strand heeft aan de noord- en de zuidkant een metrostation: Strand station in het noorden en Fermøren station in het zuiden. Beide stations liggen aan de M2-lijn van de metro van Kopenhagen.